# Edward Craven-Walker
Edward Craven Walker, född 4 juli 1918, död 15 augusti 2000, var en engelsk uppfinnare som 1963 uppfann den psykedeliska Astrolampan, även känd som Lavalampa 

## Astrolampan

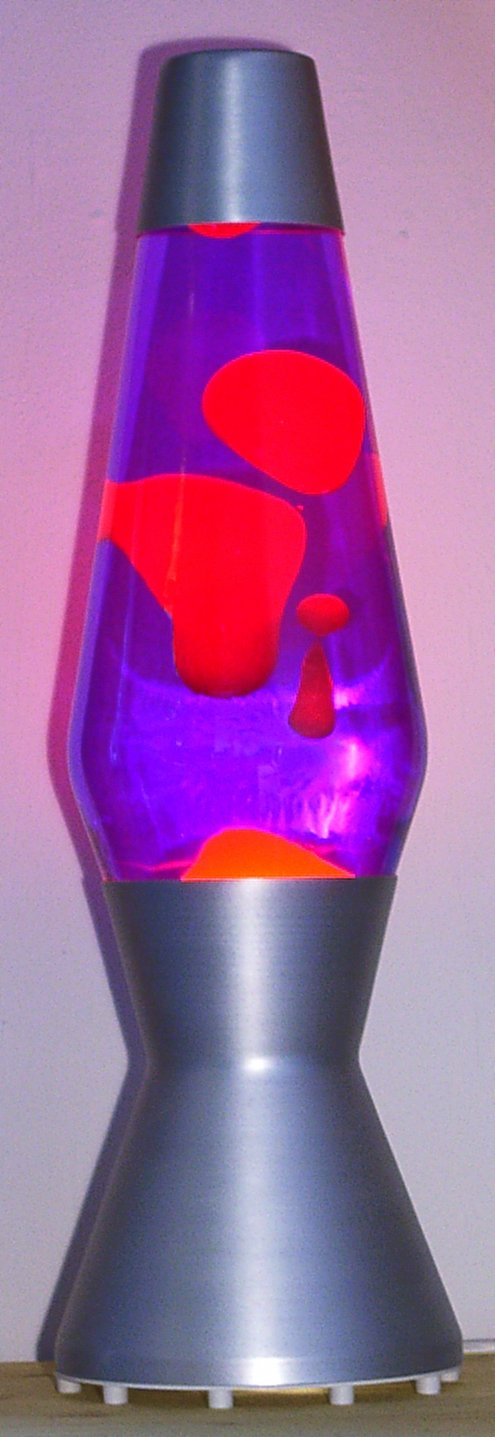
original lavalampa 'Astro' gjorts i England sedan 1963

### Astrolampans uppkomst
Efter kriget utvecklade Craven en idé som han sett på en landsbygdspub i Dorset, England. Puben hade en apparat som tillverkats av stamgästen Alfred Dunnett, som sedan dess gått hädan. Denna apparat, som användes som äggklocka, var den enda som tillverkats av sitt slag och innehöll två icke blandbara vätskor. Trots att den var rudimentär såg Craven potentialen, och han satte igång med att förbättra uppfinningen och vidareutveckla den till en lampa. Han byggde ett laboratorium i ett litet skjul där han blandade ingredienser i flaskor av olika storlekar och format. Han upptäckte då att en av de bättre behållarna var en saftflaska som innehållit Tree Top apelsinsaft, och dess form fick därmed definiera formen på lampan Astro Baby eller Astro Mini, som den kallades då.

### Astrolampans tillverkning
Craven startade tillsammans med sin fru Christine ett företag för att producera lamporna, som fick namnet Crestworth. De arbetade i små lokaler i ett industriområde i Poole, i Dorset. Crestworth har försett världen med lampor sedan 1963, och bytte namn till Mathmos 1992. De hade stora kommersiella framgångar under 1960-talet och det tidiga 1970-talet, och blev en symbol för den psykedeliska subkulturen. Craven sade: ”Om ni köper min lampa, behöver ni inte droger… Jag tror att den alltid kommer att förbli populär. Det är som livscykeln. Den växer, delas sönder, faller ner och sedan börjar allting om på nytt”. 
Under det sena 1970-talet ändrades modet och lavalampor var inte längre i ropet. Paret Walker höll företaget igång under 1980-talet men på mycket mindre skala.

### Senare år
Under det tidiga 1990-talet började ett ungt par att tillverka och sälja lamporna med framgång. Cressida Granger och David Mulley tog kontakt med Craven och tog över driften av företaget, som de döpte om till Mathmos år 1992. Edward Craven-Walker blev kvar som konsult och direktör på Mathmos fram till sin död år 2000. 

## Privatliv
Walker var naturist, och startade en egen campingplats på Matchams i Hampshire, England, som blev en av de största i Storbritannien. Cravens passion gav upphov till spänningar i hans liv och var en bidragande orsak till hans skilsmässa från Marjorie, som han hade tre barn tillsammans med. Craven gifte sig fyra gånger. Han gjorde försök att vägra feta personer tillträde till sin naturistort, då han hävdade att fetma gick emot idealen om ett sunt andligt och kroppsligt liv. 
Craven kombinerade film och naturism. Under 1950- och 60-talet var nakenhet i filmer tabu men Craven lyckades undkomma censorerna genom att inte visa något könshår. På det sättet blev han en pionjär inom genren. Han regisserade den naturistiska filmen Travelling Light (1959) under pseudonymen Michael Keatering. Filmen beskrevs som en ”undervattensbalett” och hade filmats nära Korsika. Detta var den första naturistfilmen som släpptes offentligt i Storbritannien år 1960. Craven producerade senare Sunswept (1961) och Eves on Skis (1963). 